# Landesverband der Betriebskrankenkassen Süd
Der Landesverband der Betriebskrankenkassen Süd ist die Dachorganisation der Betriebskrankenkassen die ihren Sitz in Baden-Württemberg und Hessen haben. Andere Krankenkassen können dem Landesverband beitreten. Er hat seinen Sitz in Kornwestheim, ist eine Körperschaft des öffentlichen Rechts und untersteht der Rechtsaufsicht des Ministeriums für Soziales und Integration Baden-Württemberg.

## Mitgliedskassen
Zum Landesverband der Betriebskrankenkassen Süd gehören die folgenden Kassen:

### Baden-Württemberg

#### Geöffnete Mitglieder
- Bosch BKK
- BKK Freudenberg
- Betriebskrankenkasse Schwarzwald-Baar-Heuberg
- Siemens-Betriebskrankenkasse
- BKK Scheufelen
- Vivida BKK
- Betriebskrankenkasse WMF Württembergische Metallwarenfabrik AG
- BKK ZF & Partner

#### Betriebsbezogene Mitglieder
- Mercedes-Benz Betriebskrankenkasse
- Betriebskrankenkasse Groz-Beckert
- Mahle Betriebskrankenkasse
- BKK MTU
- BKK Rieker Ricosta Weisser
- Südzucker BKK
- BKK Voralb Heller Index Leuze
- BKK-Würth

### Hessen

#### Geöffnete Mitglieder
- BKK Herkules
- Betriebskrankenkasse Linde
- R+V Betriebskrankenkasse
- BKK Werra-Meissner
- Betriebskrankenkasse Pricewaterhousecoopers

#### Betriebsbezogene Mitglieder
- BKK B. Braun Aesculap
- Karl Mayer Betriebskrankenkasse
- Merck BKK